# تحاليل جنائية حاسوبية
تحاليل جنائية حاسوبية أو التحقيقات الجنائية الرقمية (بالإنجليزية: Computer forensics)‏ ، هي فرع من فروع العلوم الجنائية الرقمية، تتعلق العلوم الجنائية المتعلقة بالحاسب الآلي بالأدلة المستخلصة من الحاسب الآلي ووسائط التخزين الرقمية، الهدف هو فحص الوسائل الرقمية للتحديد والتعريف identifying والحفاظ preserving واسترجاع واسترداد recovering وتحليل analyzing وإظهار حقائق وآراء حول البيانات الرقمية digital information.
في الأغلب ترتبط بالتحقيق في العديد من الجرائم الالكترونية المتنوعة، ويمكن استخدامها أيضا في الدعاوى المدنية.
قواعدها تتضمن تقنيات ومبادئ مشابهة لاستعادة البيانات (data recovery)، ولكن مع إضافة بعض التوجيهات المصمّمة خصيصا لإنشاء سجل تدقيق و فحص audit log قانوني.
هو علم تطبيقي تشريعي لعلوم الحاسب الآلي في مجالات البحوث العلمية والقانونية. إن كثيرا من أنوع هذه العلوم يُنسب إلى العلوم الجنائية للحاسب الرقمي، أنجح المحققين في هذا المجال يمتلكون القدرة على حل هذه الألغاز:
- تحديد مصادر وثائقية أو غيرها من الأدلة الرقمية.
- المحافظة على الأدلة.
- تحليل الأدلة.
- عرض النتائج.

الأدلة الشرعية الرقمية (بالإنجليزية: Digital Forensics)‏، نوع جديد من العلوم الشرعية الجنائية ويرتبط بالحاسوب أو الأجهزة المحمولة، وهو علم يساعد القضاة في التعرف على الجاني وظروف القضية من خلال خبير يوفر المساعدة في حل الجرائم التي تتعلق بالحاسوب وشبكة الحواسيب المرتبطة.

## نظرة عامة

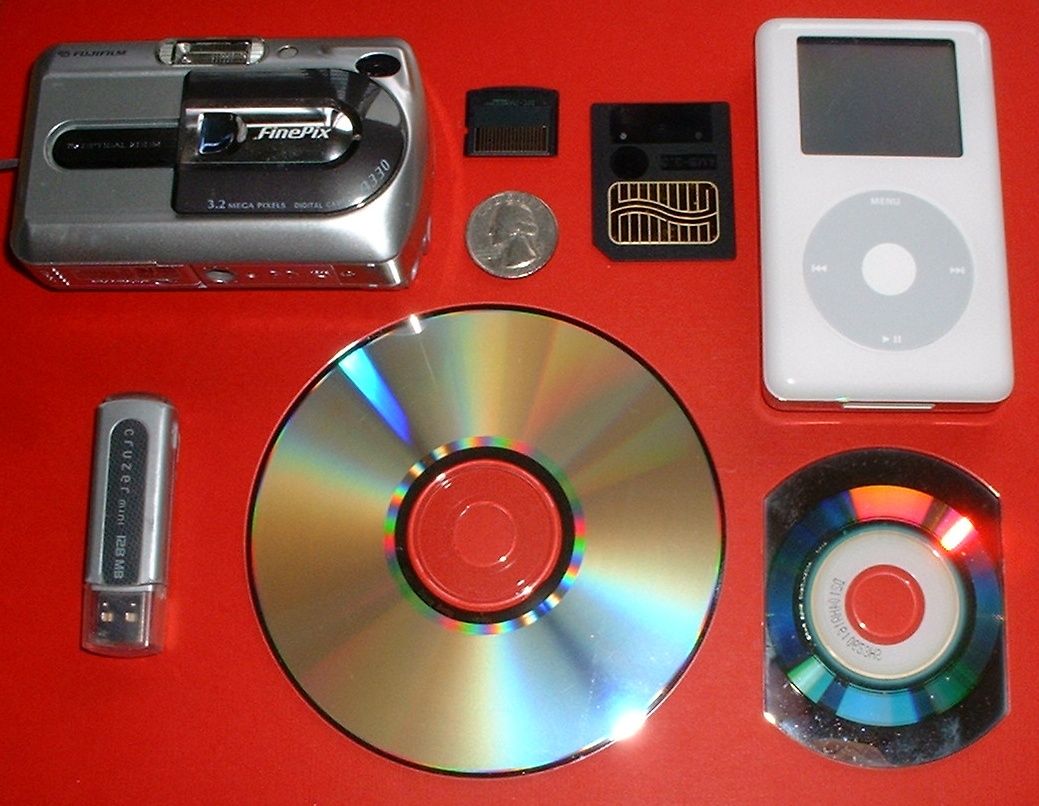
أجهزة التخزين الشخصية

في أوائل الثمانينيات أصبحت أجهزة الحاسب الآلي أكثر سهولة في الحصول عليها والتحكم بها لدى المستخدمين (المستهلكين)، وادى ذلك إلى زيادة في النشاط الإجرامي (مثل جرائم الخداع المتعمد الإحتيال)، وفي نفس الوقت ظهرت بعض المصطلحات الجديدة مثل القراصنة Hackers، والمخربين Crackers، ظهرت في ذلك الوقت قواعد للانضباط في علوم الحاسوب الخاصة بالعلوم الجنائية الرقمية كمنهج لإستخراج واستعادة الأدلة الرقمية عن طريق التحري العلمي لاستخدامها في المحاكم، وبدأ انتشار الجريمة الإلكترونية بزيادة بنسبة 67% في سنة واحدة ما بين 2002 إلى 2003.

## استخدامها للحصول على الأدلة
في المحاكم والمحاكمات يستخدم الدليل الجنائي من الحاسب أو باستخدام الحاسب كمتطلب معتاد للأدلة الرقمية digital evidence، ولكن يجب أن تكون الأدلة موثوقا بها وجديرة بالتصديق authentic وتم الحصول عليها بشكل موثوق reliably obtained ومسموح به admissible.

## جرائم الكمبيوتر
جرائم الكمبيوتر تشمل الجرائم التي يكون الكمبيوتر فيها محلاً للفعل الإجرامي نفسه سواء شمل ذلك المكونات المادية أو المعنوية أو قاعدة البيانات والمعلومات التي قد تكون على الشبكة العالمية، وتشمل تلك الجرائم، انتهاك الملكية الفكرية، جرائم القرصنة والهاكرز، الفيروسات وغيرها.

## خصوصية جرائم الكمبيوتر والانترنيت
جريمة الحاسب الآلي جريمة تقنية تنشأ في الخفاء يقترفها مجرمون أذكياء يمتلكون أدوات المعرفة التقنية، توجه للنيل من الحق في المعلومات، وتطال اعتداءاتها معطيات الحاسب المخزنة والمعلومات المنقولة عبر نظم وشبكات المعلومات.

## جمع الأدلة
هذه الإجراءات قد تنطوي على مساس بالحريات، ولا يجوز للمحقق أن يباشر إجراء فيه مساس بحريات الأفراد ولو كان من شأنه أن يؤدي إلى كشف الحقيقة كاستعمال جهاز كشف الكذب أو مصل الحقيقة. وإجراءات جمع الأدلة هي: المعاينة، ندب الخبراء، التفتيش، وضبط الأشياء، ومراقبة المحادثات وتسجيلها وسماع الشهود والاستجواب والمواجهة. الادلة الإلكترونية يمكن جمعها من مصادر مختلفة. داخل شبكة الشركة، ويمكن الاطلاع على تلك الأدلة في أي شكل من أشكال التكنولوجيا التي يمكن أن تستخدم لنقل أو تخزين البيانات.
العلوم الجنائية للحاسب الآلي: هو فرع من العلوم الجنائية القانونية المتعلقة بالأدلة الجنائية التي يعثر عليها في أجهزة الكمبيوتر والوسائط الرقمية المخزنة للحاسب الآلي، والمعروفة أيضا باسم العلوم الجنائية للأجهزة الرقمية (Digital Forensics). الهدف من العلوم الجنائية للحاسب الآلي الرقمي هو شرح تطبيقي علمي للوضع الذي عثر عليه الجهاز الرقمي من الناحية القانونية. المصطلح «أجهزة رقمية» يمكن أن يشمل نظام الحاسوب، الحاسب الآلي، وسائل التخزين (مثل القرص الصلب أو الأقراص المدمجة)، وثائق إلكترونية (مثل رسالة البريد إلكتروني (E-MAIL) أو (صورة جيه بيه إيه جي) أو حتى سلسلة من المعلومات الرقمية في إطار الشبكة الحاسوبية. يجب على المحقق أن يتسائل ببساطة «ما هي المعلومات الموجودة؟» و«ما هو تسلسل الأحداث المسؤولة عن هذا الوضع؟» هنالك فروع متعددة في مجال العلوم الجنائية للحاسب الآلي الرقمي، من ناحية الأجهزة الرقمية الفروع تشمل العلوم الجنائية للحاسب الآلي الرقمي المسؤلة عن الجداران النارية (Firewall Forensics)، العلوم الجنائية للحاسب الآلي الرقمي المسؤلة عن قاعدة البيانات (Database Forensics)، العلوم الجنائية الرقمية للهواتف النقالة (Mobile Device Forensics). وهناك مجالات كثيرة لاستخدام تقنيات العلوم الجنائية للحاسب الآلي الرقمي:
- في القضايا القانونية، تستخدم لتحليل النظم الحاسوبية للمتهمين في القضايا الجنائية أو المتقاضين في القضايا المدنية.
- لاسترجاع البيانات في حالة فشل للأجهزة الرقمية.
- تحليل أنظمة الحاسب بعد الاختراق، على سبيل المثال، لتحديد كيف تمت عملية الأختراق.
- لجمع الأدلة ضد موظف ترغب في إنهاء خدمته.
- للحصول على معلومات حول كيفية عمل النظم الحاسوبية لغرض تصحيح الأخطاء، وتحسين الأداء، أو الهندسة العكسية.

عند إجراء تحقيقات في العلوم الجنائية للحاسب الآلي الرقمي ينبغي اتخاذ اجراءات خاصة لاستخدامها في محكمة قانونية. من أهم هذه الأجراءات هو ضمان الأدلة التي تم جمعها بدقة وتوفير تسلسل واضح ومدون من مسرح الجريمة إلى المحقق وفي نهاية المطاف إلى المحكمة.
للحفاظ على سلامة الأدلة الرقمية يجب اتخاذ المبادئ التوجيهية التالية:
1. المبدأ الأول: الإجراءات التي تم اتخذها يجب أن لا تغير البيانات الرقمية الموجودة داخل جهاز الكمبيوتر أو وسائط التخزين بأي شكل من الأشكال للاعتماد عليها لاحقا في المحكمة.
2. المبدأ الثاني: في ظروف استثنائية للوصول إلى البيانات الأصلية التي عثر عليها في الجهاز الرقمي أو على الكمبيوتر أو على وسائط التخزين، يجب وجود شخص مختص في العلوم الجنائية للحاسب الآلي الرقمي للقيام بهذه المهمة ويكون قادراً ومتخصصاً على تقديم الأدلة وتفسيرها.
3. المبدأ الثالث: مراجعة المعلومات الرقمية المسجلة على الكمبيوتر أو غيرها من العمليات المطبقة على الكمبيوتر والقائمة على أساسات الأدلة الإلكترونية ينبغي إيجادها والحفاظ عليها. ينبغي لطرف ثالث مستقل أن يكون قادرا على النظر في تلك العمليات، والتحقيق والوصول إلى نفس النتيجة.
4. المبدأ الرابع: يجب على الشخص المسؤول عن التحقيق في القضية ضمان الالتزام بالقانون والالتزام بجميع المبادئ الأدلة الرقمية.

## الخطوات العملية للأدلة الجنائية
هناك خمس خطوات في تطبيق الأدلة الجنائية في الحاسب وهي:
1. التحضير (التحضير من الشخص المتحري لنفسه وليس تحضير البيانات).
2. الجمع (جمع البيانات).
3. الاختبار.
4. التحليل.
5. إصدار التقارير.

يجب أن يكون المتحري مدربا بشكل جيد على أنواع محددة من التحريات، يجب أن يتم التحقق من الأدوات التي ستولد تقارير للمحكمة، هنالك العديد من الأدوات المساعدة لهذه المهمة ويجب على الشخص اختيار الأداة المناسبة لاحتياجه.